# Yolanda Barcina
Yolanda Barcina Angulo (Burgos, 4 aprile 1960) è una politica spagnola, ex presidente della Comunità autonoma della Navarra.